# Тюркоазна котинга
Тюркоазните котинги (Cotinga ridgwayi) са вид птици от семейство Котингови (Cotingidae).
Разпространени са в тропическите гори на Панама и Коста Рика. Достигат дължина от 17,5 сантиметра и имат ярка окраска в синьо, тюркоазено и черно. Популацията на вида се оценява на 2500 до 10000 екземпляра, като заплаха за опазването му е ограничаването на хабитатите от нарастващите обработваеми земи.